# Public Relations Student Society of America
La Public Relations Student Society of America (PRSSA), con sede en Nueva York, Estados Unidos, es una asociación estudiantil, pre profesional de Relaciones Públicas. Fundada en 1967 por sugerencia del profesor Walter Seifer de la Universidad Estatal de Ohio, es una subsidiaria de la Public Relations Society of America, la asociación profesional más representativa del mundo. [cita requerida]
Desde su fundación, ha crecido hasta alcanzar los 10.000 miembros y las 300 filiales universitarias en Estados Unidos. En 2007, por iniciativa del profesor Marcelo Baro, la asociación aprobó la apertura de la primera filial internacional en Buenos Aires, Argentina.
La asociación provee oportunidades de desarrollo educativo, becas, y publicaciones académicas a sus socios.